# Naturschutzgebiet Dürschbachtal
Das Naturschutzgebiet Dürschbachtal verläuft entlang des Dürschbachs zwischen Dürscheid und der Fischzuchtanlage in Parborn nördlich von Klefhaus.

## Beschreibung
Das Naturschutzgebiet umfasst mehrere Talraumabschnitte des Dürschbaches mit strukturreichen Auwäldern und Roterlengehölze auf Grundwasserböden. Es sind auch Fichtenbestände vorhanden, die schrittweise in naturnahe Laubmischwälder umgewandelt werden sollen. Bemerkenswert sind zahlreiche kleinräumige Quellfluren, Anmoore und Erlenbrüche. Im Uferbereich gibt es viele Kleingewässer, die als Lebensraum für angepasste Tier- und Pflanzenarten von regionaler Bedeutung sind.

## Vegetation und Schutz
Der Dürschbach und seine Bachaue haben eine herausragende Bedeutung für die Vernetzung von Lebensräumen und Biotopverbund von Auenbereichen, Feucht- und Nassfluren und Fließgewässern. Die Schutzgebietsausweisung erfolgte zur Erhaltung und Entwicklung des Bachsohlentals. Dabei geht es um:
- Erhaltung und Entwicklung naturnaher Kleingewässer und Teiche mit Verlandungszonen als wichtige Lebensräume für verschiedene Tier- und Pflanzenarten. Ein besonderer Schutz gilt den vorkommenden Amphibien.
- Erhaltung und Entwicklung naturnaher, struktur- und artenreicher Auenwälder,
- Erhaltung der gewässerbegleitenden älteren Roterlengehölze als landschaftsbildprägendes Element und als Habitatbäume für daran angepasste Tierarten,
- Sicherung der Funktion als Biotopverbundfläche von herausragender Bedeutung.[3]